# Jolanta Kulpińska
Jolanta Irena Kulpińska (ur. 4 listopada 1928 w Koźminku koło Kalisza) – polska socjolożka, profesor zwyczajna dr hab., wieloletnia dyrektorka Instytutu Socjologii Uniwersytetu Łódzkiego.

## Życie i działalność
Urodziła się w rodzinie nauczycielskiej Seweryna i Wiktorii z domu Michałkiewicz. Po powstaniu warszawskim wywieziona do Niemiec do prac przymusowych w zakładach lotniczych w Reinickendorf. W 1947 ukończyła Liceum Humanistyczne im. M. Konopnickiej w Łodzi, a w 1951 studia socjologiczne na Uniwersytecie Łódzkim. Od 1950 była asystentką na Uniwersytecie Łódzkim, a w latach 1951–1955 odbyła aspiranturę na Uniwersytecie im. Łomonosowa w Moskwie. W 1968 habilitowała się na podstawie rozprawy „Aktywność społeczna pracowników przedsiębiorstwa przemysłowego” (Wrocław: Ossolineum, 1969). Od 1969 była docentką i kierowniczką Zakładu Socjologii Przemysłu UŁ, od 1976 profesorką nadzwyczajną, a od 1988 profesorką zwyczajną. W latach 1976–1999 była dyrektorką Instytutu Socjologii Uniwersytetu Łódzkiego, przewodniczącą Konferencji Instytutów Socjologii, a w latach 1973–1989 kierowniczką Zakładu Badań Socjologicznych w Instytucie Polityki Naukowej i Szkolnictwa Wyższego w Warszawie. W latach 1995–2003 była pracowniczką naukowo-dydaktyczną w Instytucie Stosowanych Nauk Społecznych w Warszawie (Wydział Stosowanych Nauk Społecznych i Resocjalizacji UW). Od 1999 profesor Społecznej Wyższej Szkoły Przedsiębiorczości i Zarządzania w Łodzi. Od 1999 jest na emeryturze.
Jej działalność badawcza skupia się wokół zagadnień związanych z socjologią pracy i przemysłu, stosunkami przemysłowymi oraz socjologią zasobów ludzkich. Jest autorką i współautorką 220 książek, podręczników i artykułów naukowych. Redaktor naczelny Przeglądu Socjologicznego, redaktor naczelny czasopisma Studia Socjologiczne (przez 2 kadencje 1991–1997), członek rad redakcyjnych czasopism: Kultura i Społeczeństwo, Humanizacja Pracy, Nauka i Szkolnictwo Wyższe, Zarządzanie Zasobami Ludzkimi, Work and Occupation (w latach 1974–1997), European Journal of Industrial Relations, Human Resource Development International (w latach 1999–2002). Promotorka prac doktorskich. 
Członkini Komitetu Nauk Socjologicznych Polskiej Akademii Nauk oraz Komitetu Nauk o Pracy i Polityki Społecznej Polskiej Akademii Nauk. Członkini rad naukowych: Instytutu Filozofii i Socjologii PAN, Instytut Medycyny Pracy w Łodzi, Instytutu Polityki Naukowej i Szkolnictwa Wyższego (1974–1991).
Członkini Polskiego Towarzystwa Socjologicznego (członek Zarządu Głównego w latach 1971–1999 i prezydium ZG), Międzynarodowego Towarzystwa Socjologicznego ISA – International Sociological Association (przewodnicząca Komitetu Badawczego Socjologii Pracy w latach 1978–1994), Association Internationale des Sociologues de la Langue Francaise, Łódzkiego Towarzystwa Naukowego (członkini honorowa). W Centralnych Programach Badań Podstawowych Jolanta Kulpińska była koordynatorem ogólnopolskiego programu „Człowiek i Praca”, w ramach którego prowadzone były badania interdyscyplinarne skupiające socjologów, ekonomistów, polityków społecznych, prawników, psychologów, specjalistów z zakresu zarządzania.
W latach 1949–1981 była członkinią PZPR.
W 1985 otrzymała tytuł doctor honoris causa Uniwersytetu w Tampere w Finlandii.
Odznaczona została m.in. Krzyżem Oficerskim Orderu Odrodzenia Polski (2005).
Siostra – Krystyna Cała.

## Najważniejsze publikacje
- System społeczny przedsiębiorstwa: wybór tekstów. Warszawa: Państwowe Wydawnictwo Naukowe, 1966 (współredaktor);
- Awans kobiety. Łódź: Wydawnictwo Łódzkie, 1966 (współautor);
- Wprowadzenie do socjologii. Łódź: Państwowe Wydawnictwo Naukowe, 1969 (współautor);
- Włókniarze w procesie zmian. Warszawa: Instytut Wydawniczy CRZZ, 1975 (redaktor);
- Socjologia przemysłu: wybór tekstów. Warszawa: Państwowe Wydawnictwo Ekonomiczne, 1974;
- Student 1977: postawy studentów wobec studiów i przyszłej pracy. Warszawa: Ministerstwo Nauki, Szkolnictwa Wyższego i Techniki. Instytut Polityki Naukowej, Postępu Technicznego i Szkolnictwa Wyższego, 1981 (seria: Dokumenty, Informacje, Bibliografie), ISSN 0239-7048.
- Społeczeństwo i socjologia: księga poświęcona Profesorowi Janowi Szczepańskiemu. Wrocław: Ossolineum, 1985; ISBN 83-04-01747-4 (współautor);
- Socjologia pracy i przemysłu: materiały dla studentów ekonomii Łódź: Uniwersytet Łódzki, 1986; ISBN 83-7016-168-5 (współredaktor);
- Between institutions and everyday life. Łódź: Wydawnictwo Uniwersytetu Łódzkiego, 1991 (Acta Universitatis Lodziensis. Folia Sociologica, nr 22);
- Studenci okresu przełomu: raport z badań 1987–1990. Warszawa, Łódź: Wydawnictwo Naukowe PWN, 1992; ISBN 83-01-10870-3 (współautor);
- Ustrój pracy i partycypacja pracownicza. Real Press, 1993. (Seria: Biała Księga, Polska – Unia Europejska. Gospodarka; z. 31); ISBN 83-85878-96-3 (współautor);
- Przekształcenia społeczne w gospodarce. Łódź: Wydawnictwo Uniwersytetu Łódzkiego, 1994; ISBN 83-7016-784-5 (współredaktor);
- Strategie adaptacyjne społeczeństwa polskiego. Łódź: Wydawnictwo Uniwersytetu Łódzkiego, 1996; ISBN 83-7016-960-0 (współredaktor);
- Zbiorowe stosunki pracy w Polsce: obraz zmian. Warszawa: „Scholar”, 1998; ISBN 83-87367-44-3 (współredaktor);
- Jan Szczepański: humanista, uczony, państwowiec; księga wspomnień. Warszawa: Wydawnictwo Sejmowe, 2005; ISBN 83-7059-731-9 (redaktor naukowy);
- Profesor Jan Szczepański. Łódź: Łódzkie Towarzystwo Naukowe, 2009 (seria: Sylwetki Łódzkich Uczonych; z. 92), (redaktor zeszytu).